# Népszava
«Непсава» (венг. Népszava — «Народное слово») — венгерская социал-демократическая газета на венгерском языке, ранее — печатный орган Социал-демократической партии Венгрии и венгерских профсоюзов, ныне — частная газета левого толка.

## История газеты

### Создание газеты
Первый номер газеты, бывшей на момент выпуска венгероязычной версией австрийской немецкоязычной газеты Volksstimme, был выпущен в мае 1877 года под редакцией Виктора Кюльфёльди (ур. Якоб Майер-Рубчич). Тогда газета, издававшаяся поначалу еженедельно, выпустила только три номера. В том же 1873 году стала выходить газета Munkás Heti-Krónikát (букв. Еженедельная трудовая хроника, издававшаяся на немецком под названием Arbeiter Wochen-Chronik), которую можно считать прямым предшественником современной Непсавы. В 1880 году, после слияния двух партийных фракций и создания ВРПВ — предшественницы Социал-демократической партии — «Непсава» и «Трудовая Хроника» стали главными печатными изданиями нового политического образования. Также ВРПВ выпускала газету «Népszavának» (Народное Слово), выходившую с 1 февраля 1880 года под редакцией Гезы Чорбы в качестве «центральной социал-демократической газеты».

### Ежедневный выпуск
1 апреля 1905 года на улицах стал распространяться первый выпуск ежедневного издания «Непсавы» под редакцией «Главного политического редактора» («Előre» c.) Эрнё Гарами (занимавшего должность с 1898 по ноябрь 1918 года). Камнем преткновения для печати материалов был набор подписчиков, но лишь немногие могли оплатить подписку. Качество печати газеты соответствовало тому времени: до 1945 года газета «Народное Слово» рассматривала запросы на поиск орфографических ошибок и компенсировала нашедшим стоимость бумаги, на которой была отпечатана газета. На партийном собрании 1904 года по просьбам рабочих число страниц газеты увеличилось с 8 до 10-20. Позднее за первым роторным станком последовал и второй. Печатный дом на углу улиц Ракоци (Rákóczi) и Летней (Nyár) был узким , так что издательство и редактура переехали в новый дом на улице Конти (Conti utcai, ныне улица Лайоша Тольная (Tolnai Lajos utcai)), построенном в 1909 году. Ещё в 1910 году тираж газеты превысил тридцать тысяч экземпляров, но объявлениям уделялось внимания намного меньше, чем в других газетах.

### Первая Мировая война
Не бывать миру в Венгрии, пока право на всеобщее равное тайное голосование не будет закреплено законом!
Оригинальный текст (венг.)Nem lesz addig nyugalom Magyarországon, amíg az általános, egyenlő, titkos választójogot törvénybe nem iktatják!
— Газета Непсава незадолго до Первой Мировой войны
К весне 1912 года газета Непсава стала писаться в революционных тонах. Призывающий к свободе едкий стих Эндре Ади «Май» (A Május: szabad) был выпущен 1 мая 1914 года с иллюстрациями Михали Биро
26 июля 1914 года  был напечатан баннер «Мы не хотим войны!» (венг. Nem akarunk háborút!) на всю страницу. Но к осени антивоенный глас левой прессы изменился: вместо призывов к миру она приняла правительственные аргументы о неизбежности военных действий и возложила всю ответственности на врага. В 1914—1915 годах, несмотря на перебои с бумагой, газете дали возможность выпускать также и вечерние выпуски. «Малая Непсава» (венг. kis Népszava), продававшаяся за два филета, стала причиной весёлого настроения на долгие месяцы. В 1916—1917 годах правительство уже плотно прибегало к уставному мандату, предоставившему возможность «запрещать выпуск, публикацию и распространение периодической и иной печатной продукции, а также распространять и/или изымать иностранные газеты». Вместо временно запрещенной газеты, официальная газета партии каждую неделю выпускалась с другим заголовком (впоследствии этот приём повторно использовался дважды с двумя использовавшимися названиями: некоторое время после октября 1956 года газета выпускалась с названием «Népakarat», а название «Népszabadság» было сохранено на передовице «Свободного Народа» (венг. Szabad Nép)). Номер, посвящённый смерти Франца Иосифа I, подвергся полной цензуре за исключением названия. На третьей странице не было ничего, кроме биографии почившего короля. Главным издателем той страницы газеты был Жигмонд Кунфи, бывший с 1907 года переводчиком (а позднее, в 1918—1919 годах, министром труда и социальной политики, а также министром образования и министром по делам Хорватии, Славонии и Далмации). Изначальная же статья, содержавшая оценку почти семидесятилетнего правления Короля и критику последствий войны, просто не могла появиться в печати.
Петроградские События февраля 1917 года были радостно встречены Пресс-Бюро Мира. Решение Социал-демократической партии для сотен тысяч жителей города гласило:

Все собравшиеся здесь и все мы, рабочие Венгрии, полны решимости поддержать русских революционеров в их героической борьбе за мир …
Оригинальный текст (венг.)Mi mindannyian, akik itt összegyűltünk, s az egész dolgozó Magyarország el vagyunk határozva arra, hogy az orosz forradalmárokat a béke megszerzésére irányuló hősi harcukban támogatni fogjuk…

### Советская Венгрия и режим Хорти
После провозглашения Венгерской советской республики газета Népszava публиковалась на правах утренней газеты Социалистической партии Венгрии. Она сообщала статьи коммунистических деятелей одну за другой, став газетой правящей партии с десятилетней оппозиционной традицией. После анонса статей об ужасах Белого Террора 7 декабря 1919 года редколлегия была разогнана, а печатный пресс был уничтожен. 17 февраля 1920 года главный редактор газеты Бела Шомодьи (венг. Somogyi Béla) и Бела Бачо (венг. Bacsó Béla) были убиты на печально известном «Остенбургском пикете» (венг. Ostenburg-különítmény) в Уйпеште (ныне IV район Будапешта), а бывший министр внутренних дел Эдён Беницки (венг. Beniczky Ödön), раскрывший подозрительную роль в этом адмирала Хорти, был арестован. На посту редактора покойного Шомодьи сменил Янош Ванцак, пробывший на этой должности в 1920-26 годах. В период с 29 апреля по 5 мая 1921 года выпуск «Непсавы» был запрещён. 30 ноября министр внутренних дел отозвал у газеты право на распространение (продажу на улицах), а также начал пропаганду против газеты и её руководства. В течение двух десятилетий между мировыми войнами газета переживала сложные времена. В 1927 году против газеты были поданы 320 жалоб, в 1932 году газета была запрещена.

### Во время Второй Мировой войны
Якоб Вельтнер* (с 1924 года), Иллеш Монуш (1934-39) и Арпад Сакашич (1939-44) руководили газетой в период интриг, действуя в интересах рабочего класса, улучшения их жизни и трудовых отношений. Контр-революционные власти часто запрещали им проводить мероприятия, направленные на улучшение образованности, вкусов, личностных качеств и самосознания. Во время бурных народных сходов кафе «Шимплон» (венг. Simplon kávéházban) на углу улиц Непсинхаз и Кёрут зачастую становилось центром улучшения духовной жизни населения. Дьёрдь Фалуди был литературным редактором Непсавы в период между 1946 и 1950 годами; его «Ода венгерскому языку» (венг. Óda a magyar nyelvhez) была впервые опубликована в газете в 1934 году. Рождественский номер 1941 года, по словам Дьюлы Каллаи, работавшего в редакции, был пределом развития венгерского движения национальной независимости. Газета посвятила свои колонки сотрудничеству национальных демократических сил, национальной независимости и идее свободы нации, о которой говорили о различных антифашистских течениях, помимо коммунистов, в том числе Эндре Байчи-Жилински, Арпад Сакашич, Жигмонд Мориц, Дьюла Секфю, Йожеф Дарваш, социал-демократы и лидеры «Мелких хозяйственников», а также передовые гражданские писатели и журналисты. 

## Редакция

### Известные в прошлом сотрудники
- Андраш Месарош (1922—2007) — график, карикатурист.
- Ференц Беркеш (1893—1919) — политик, журналист.